# Киара Дайан
Киара Дайан (англ. Kiara Diane, род. 29 апреля 1987 года, Якима, Вашингтон, США) — американская порноактриса. В июле 2011 года стала «Киской месяца» по версии журнала Penthouse. Дважды номинировалась на премию AVN Award в 2010 и 2011 годах. Настоящее имя — Селеста Аллен (англ. Celeste Allen).

## Биография
Родилась под именем Селеста Аллен 29 апреля 1987 года в городе Якима, столице одноименного округа в штате Вашингтон, на Западном побережье США. В период с 2002 по 2005 год работала моделью для Гильдии моделей Сиэтла (SMG), а также для брендов Banana Republic и Tommy Hilfiger в рекламных кампаниях.
После окончания средней школы в 2005 году переехала в Сиэтл, где начала работать в качестве танцовщицы гоу-гоу и фотомодели. В 2008 году покинула Сиэтл, переехала в Лос-Анджелес и стала работать по контракту в качестве профессиональной модели с Cosmopolitan, Penthouse, Hustler и Club International Magazine. В 2009 году, в возрасте 22 лет, дебютировала в порноиндустрии.
Работала с такими студиями, как Penthouse, New Sensations, Girlfriends Films, Adam & Eve, Zero Tolerance, Evil Angel, Naughty America, Vivid Entertainment и Twistys.
Киара снималась в музыкальных клипах, включая метал-группу Steel Panthers, хард-рок группу Escape the Fate и дабстеп рэп-дуэт Tvmessiah.
Ушла из индустрии в 2014 году, появившись в общей сложности в 164 порнофильмах. После работала промоутером в ночном клубе.

## Премии и номинации
- 2010 номинация на AVN Award — Лучшая новая старлетка[3]
- 2010 номинация на XBIZ Award — Новая старлетка года[4]
- 2011 номинация на AVN Award — Best All-Girl Group Sex Scene — Hocus Pocus XX (вместе с Мэделин Мэри, Евой Анджелиной, Никки Бенц, Одри Холландер и Санни Леоне)[5]